# Processo de Verona
O processo de Verona foi um julgamento político realizado na cidade de Verona (entre 8 e 10 de Janeiro de 1944), por um tribunal especial ad hoc para a justiça social contra os membros do Grande Conselho Fascista italiano que votaram a favor a remoção do ditador Benito Mussolini, na reunião de 25 de Julho de 1943. 
O tribunal foi estabelecido por decreto de Mussolini, na sua qualidade de presidente da República Social Italiana, datado de 11 de Novembro de 1943. 
Os antigos hierarcas fascistas foram indiciados sob a acusação de traição e colaboração com o inimigo: 19 membros do Grande Conselho Fascista tinham apoiado a retirada do Duce, mas somente seis deles (Galeazzo Ciano, ex-ministro dos Negócios Estrangeiro e genro do ditador, Emilio Bono, Giovanni Marinelli, Carlo Pareschi, Luciano Gottardi e Tullio Cianetti) se encontravam em poder das forças leais a Mussolini, sendo os únicos que compareceram perante o tribunal. Os outros 13 foram julgados à revelia. 
As acusações, arbitrárias e mal fundamentadas, desacreditaram este processo desde o início, evidenciando o seu carácter de retaliação política, em tal magnitude que até mesmo o ministro da Justiça de Mussolini, Piero Pisenti, se manifestou contra o processo. 
O julgamento começou em 8 de Janeiro de 1944 na sala de música de Castelvecchio, em Verona. A primeira deliberação referiu-se a Tullio Cianetti, que no dia seguinte a ter votado favoravelmente a destituição de Mussolini, lhe enviara uma carta em que dava o dito por não dito e reafirmava a sua lealdade ao ditador. Cianetti foi poupado à pena de morte (em troca de uma outra de 30 anos de prisão), por cinco votos contra quatro. Em seguida, foi discutida a situação do Marechal De Bono, o que originou um confronto acalorado entre dois membros do tribunal sobre a sua condenação ou não à morte, que acabou por ser decidida após a mudança do sentido de voto de um dos juízes. Os restantes acusados foram condenados à morte sem discrepâncias de vulto dentro do tribunal.
Os pedidos de clemência dos condenados foram rejeitados, em grande parte devido à pressão dos alemães, desejosos de vingar o que consideravam uma "traição" dos seus aliados italianos (o armistício em 3 de Setembro de 1943, foi assinado entre os Aliados e o governo monárquico de Pietro Badoglio, cuja formação fora impulsionada pela votação de 25 de Julho). Mussolini, atendendo aos pedidos de sua filha Edda, esposa de Galeazzo Ciano, chegou a sondar Adolf Hitler acerca da sua reacção caso decidisse conceder um perdão ao genro. Na sequência da resposta de Hitler, Mussolini desistiu de comutar qualquer das penas. 
Em 11 de Janeiro, os presos foram levados para o campo de tiro da fortaleza de San Procolo, onde foram fusilados de costas voltadas para o pelotão, formado por voluntários da polícia fascista de Verona. Foram necessários vários disparos para executar todos os condenados: a primeira descarga terminou com De Bono, Marinelli e Gottardi. A segunda, com Pareschi. Ciano não morreu até receber dois tiros de misericórdia por parte do comandante do pelotão.